# Liste des plus grandes mosquées
 (avril 2025).
La mise en forme du texte ne suit pas les recommandations de Wikipédia : il faut le « wikifier ».
Les points d'amélioration suivants sont les cas les plus fréquents. Le détail des points à revoir est peut-être précisé sur la page de discussion.
- Les titres sont pré-formatés par le logiciel. Ils ne sont ni en capitales, ni en gras.
- Le texte ne doit pas être écrit en capitales (les noms de famille non plus), ni en gras, ni en italique, ni en « petit »…
- Le gras n'est utilisé que pour surligner le titre de l'article dans l'introduction, une seule fois.
- L'italique est rarement utilisé : mots en langue étrangère, titres d'œuvres, noms de bateaux, etc.
- Les citations ne sont pas en italique mais en corps de texte normal. Elles sont entourées par des guillemets français : « et ».
- Les listes à puces sont à éviter, des paragraphes rédigés étant largement préférés. Les tableaux sont à réserver à la présentation de données structurées (résultats, etc.).
- Les appels de note de bas de page (petits chiffres en exposant, introduits par l'outil «  Source ») sont à placer entre la fin de phrase et le point final[comme ça].
- Les liens internes (vers d'autres articles de Wikipédia) sont à choisir avec parcimonie. Créez des liens vers des articles approfondissant le sujet. Les termes génériques sans rapport avec le sujet sont à éviter, ainsi que les répétitions de liens vers un même terme.
- Les liens externes sont à placer uniquement dans une section « Liens externes », à la fin de l'article. Ces liens sont à choisir avec parcimonie suivant les règles définies. Si un lien sert de source à l'article, son insertion dans le texte est à faire par les notes de bas de page.
- La présentation des références doit suivre les conventions bibliographiques. Il est recommandé d'utiliser les modèles {{Ouvrage}}, {{Chapitre}}, {{Article}}, {{Lien web}} et/ou {{Bibliographie}}. Le mode d'édition visuel peut mettre en forme automatiquement les références.
- Insérer une infobox (cadre d'informations à droite) n'est pas obligatoire pour parachever la mise en page.

Pour une aide détaillée, merci de consulter Aide:Wikification.
Si vous pensez que ces points ont été résolus, vous pouvez retirer ce bandeau et améliorer la mise en forme d'un autre article.
Le tableau ci-dessous représente la liste des plus grandes mosquées du monde. Certains mausolées ne figurent pas dans cette liste.
| Rang | Nom | Images              | Capacité  | Surface (m2) | Ville      | Pays                | Style Architectural                      | Année            |
| ---- | --- | ------------------- | --------- | ------------ | ---------- | ------------------- | ---------------------------------------- | ---------------- |
| 1    | Djamaâ El-Djazaïr arabe : جامع الجزائر berbère : ⵜⴰⵎⵣⴳⵉⴷⴰ ⵏ ⴷⵣⴰⵢⵔ |                     | 120 000   | 400 000      | Alger      | Algérie             | Architecture mauresque                   | 2020             |
| 2    | Mosquée al-Harâm arabe : ٱلمـسـجد الـحـرام |                     | 1 500 000 | 356 000      | La Mecque  | Arabie saoudite     | Islamique                                | avant 622        |
| 3    | Mosquée du Prophète arabe : المسجد النبوي |                     | 1 000 000 | 384 000      | Médine     | Arabie saoudite     | Islamique et Ottomane, Mamluk Revivalist | entre 634 et 644 |
| 4    | Mosquée Istiqlal indonésien : Masjid Istiqlal |                     | 120 000   |              | Jakarta    | Indonésie           |                                          | 1984             |
| 5    | Mosquée Hassan-II arabe : مسجد الحسن الثاني berbère : ⵜⴰⵎⵣⴳⵉⴷⴰ ⵏ ⵃⴰⵙⴰⵏ ⵡⵉⵙⵙ ⵙⵉⵏ |                     | 100 000   | 90 000       | Casablanca | Maroc               | Architecture mauresque                   | 1993             |
| 6    | Mosquée Badshahi |                     | 100 000   |              | Lahore     | Pakistan            | Mughal                                   | 1673             |
| 7    | Mosquée Faisal ourdou : فیصل مسجد |                     | 74 000    | 5 000        | Islamabad  | Pakistan            | Contemporary Islamic                     | 1986             |
| 8    | Mosquée Grand Jamia ourdou : گرینڈ جامع مسجد |                     | 70 000    |              | Lahore     | Pakistan            | Mughal                                   | 2014             |
| 9    | Mosquée de Çamlıca turc : Çamlıca Camii |                     | 63 000    |              | Istanbul   | Turquie             | Néo-ottoman                              | 2013             |
| 10   | Mosquée Sultan Hassan Al-Bolkiah philippin : Sultan Haji Hassanal Bolkiah Masjid |                     | 60 000    |              | Cotabato   | Philippines         | Islamique                                | 2011             |
| 11   | Mosquée Al-Akbar (en) indonésien : Masjid Al-Akbar ꦩꦼꦱ꧀ꦗꦶꦢ꧀ꦄꦭ꧀ꦄꦏ꧀ꦧꦂ مَـسْـجِـد الْأَكْـبَـر |                     | 59 000    |              | Surabaya   | Indonésie           | Indonesian Islamic                       | 2000             |
| 12   | Mosquée Al-Markaz Al-Islam (en) indonésien : Masjid Al-Markaz Al-Islami ᨆᨔᨍᨗᨉ ᨕᨒ-ᨆᨑᨀᨍ ᨕᨒ-ᨀᨗᨔᨒᨆᨗ |                     | 50 000    |              | Makassar   | Indonésie           | Buginese, Makassarese, Italian           | 1996             |
| 13   | Mosquée al-Saleh arabe : جامع الصالح |                     | 44 000    | 27 300       | Sanaa      | Yémen               | Islamique                                | 2008             |
| 14   | Baitul Mukarram bengali : বায়তুল মোকাররম arabe : بيت المكرّم |                     | 40 000    |              | Dacca      | Bangladesh          | Islamique                                | 1960             |
| 15   | Mosquée Centre Islamique (en) indonésien : Masjid Islamic Centre Samarinda |                     | 40 000    | 43 500       | Samarinda  | Indonésie           | Ottoman, Greek Revival                   |                  |
| 16   | Mosquée Cheikh Zayed arabe : جامع الشيخ زايد الكبير |                     | 40 000    | 22 000       | Abu Dhabi  | Émirats arabes unis | Persian, Mughal, Moorish                 | 2007             |
| 17   | Mosquée Jamia Masjid ourdou : جامع مسجد سرینگر |                     | 33 333    |              | Srinagar   | Inde                | Mughal                                   | 1400             |
| 18   | Grande Mosquée 1er-Novembre-1954 arabe : المسجد الكبير 1 نوفمبر 1954 |                     | 30 000    | 42 000       | Batna      | Algérie             | Contemporary Islamic                     | 2003             |
| 19   | Grande mosquée Baiturrahman indonésien : Masjid Raya Baiturrahman Meuseujid Raya Baiturrahman Jawi : مسجد رايا بيتر الرحمن                                                                                |                     | 30 000    |              | Banda Aceh | Indonésie           | Indo-Saracenic Revival, Mughal, Moorish  | 1881             |
| 20   | Muhammad Nasir-ud-Din al-Albani arabe : محمد ناصر الدين الألباني |                     | 30 000    |              | Doha       | Qatar               | Islamique                                | 2010             |
| 21   | Mosquée Massalikoul Djinane | Massalikoul Djinaan | 30 000    |              | Dakar      | Sénégal             |                                          | 2019             |
| 22   | Mosquée Sabancı turc : Sabancı Merkez Camii |                     | 28 500    |              | Adana      | Turquie             | Néo-ottoman                              | 1998             |
| 23   | Mosquée CMH |                     | 25 000    |              | Jhelum     | Pakistan            | Mughal                                   | 1950             |
| 24   | Jama Masjid (Delhi) hindi : जामा मस्जिद ourdou : جامع مسجد |                     | 25 000    |              | Delhi      | Inde                | Mughal                                   | 1656             |
| 25   | Mosquée Sultan Salahuddin Abdul Aziz malais : Masjid Sultan Salahuddin Abdul Aziz Jawi : مسجد سلطان صلاحُ الدين عبدُ العزيز chinois : 苏丹沙拉胡汀阿都阿兹沙回教堂 tamoul : சுல்தான் சலாஹுதின் அப்துல் அஸீஸ் மசூதி         |                     | 24 000    |              | Shah Alam  | Malaisie            | Malay, Modern                            | 1988             |
| 26   | Mosquée Al-Dahab philippin : Moskeng Ginto |                     | 22 000    |              | Manille    | Philippines         | Maranao, Maguindanao, Tausug             | 1976             |
| 33   | Mosquée Al-Azhar arabe : جامع الْأزهـر |                     | 20 000    |              | Le Caire   | Égypte              | Fatimid                                  | 972              |
| 34   | Mosquée Dian Al-Mahri indonésien : Masjid Dian Al-Mahri |                     | 20 000    |              | Depok      | Indonésie           | Iranian, Mughal                          | 2006             |
| 35   | Grande Mosquée Fayçal de Conakry |                     | 20 000    |              | Conakry    | Guinée              | Sudano-Sahelian                          | 1982             |
| 36   | Grande mosquée ouest de Sumatra indonésien : Masjid Raya Sumatera Barat Musajik Rayo Sumatera Barat Jawi : موساجيك رايو سومترا بارايق                                                                     |                     | 20 000    |              | Padang     | Indonésie           | Minangkabau                              | 2014             |
| 37   | Id Kah Mosque chinois : 艾提尕尔清真寺 ouïghour : ھېيتگاھ مەسچىتى |                     | 20 000    |              | Kachgar    | Chine               | architecture chinoise                    | 1442             |
| 38   | Shah Jahan Mosque ourdou : شاہ جہاں مسجد | 120x120             | 20 000    |              | Thatta     | Pakistan            | Mughal, Safavid, Timurid                 | 1659             |
| 39   | Grande Mosquée du sultan Qabus arabe : جامع السلطان قابوس الأكبر |                     | 20 000    | 416 000      | Muscat     | Oman                | Contemporary Islamic                     | 2001             |
| 40   | Tuanku Mizan Zainal Abidin Mosque malais : Masjid Tuanku Mizan Zainal Abidin Jawi : مسجد توانكو ميزن زاينل عابدين chinois : 端姑米占再納阿比丁清真寺 (Masjid Dian Al-Mahri) tamoul : டுங்கு மஸான் ஜைனல் அபிடின் மசூதி |                     | 20 000    |              | Putrajaya  | Malaisie            | Moderne                                  | 2009             |
| 41   | Aqsa Mosque ourdou : مسجدِ اقصی |                     | 18 000    |              | Rabwah     | Pakistan            | Mughal                                   | 1972             |